# HMS Bicester (L34)
«Бістер» (L34) (англ. HMS Bicester (L34) — військовий корабель, ескортний міноносець типу «Хант» «II» підтипу Королівського військово-морського флоту Великої Британії за часів Другої світової війни.
«Бістер» закладений 29 травня 1940 року на верфі компанії Hawthorn Leslie and Company, у Геббурні. 5 вересня 1941 року спущений на воду, а 9 травня 1942 року увійшов до складу Королівських ВМС Великої Британії.
Ескортний міноносець брав активну участь у бойових діях на Середземному морі, а також супроводжував конвої в Атлантиці. Брав участь у потопленні німецького підводного човна U-443.
За проявлену мужність та стійкість у боях бойовий корабель нагороджений шістьма бойовими відзнаками.

## Історія
29 липня 1942 року есмінець «Бістер» разом з «Бремгем», «Вілтон», «Кеппель», «Салісбері» вийшли з Клайду на проведення через Південно-Західні підходи надскладного і стратегічно важливого конвою WS 21S з Гібралтару на Мальту.
З 4 по 11 серпня 1942 року есмінець активно діяв у супроводі сумнозвісного конвою WS 21S, який йшов з Гібралтару до обложеної Мальти. До складу ескортної групи конвою під командуванням віце-адмірала Едварда Сіфрета входили 2 лінкори, 4 ескадрених авіаносці, 7 крейсерів і 32 есмінці. Ескортне з'єднання вважалося найпотужнішим за всю війну, що виділялося на супровід конвою. Британське адміралтейство повністю усвідомлювало, що доля острова залежить від того, скільки транспортів добереться до острова. Особливо важливим був американський танкер «Огайо», зафрахтований міністерством військових перевезень і укомплектований британською командою.
Під час проведення конвою WS 21S під постійними атаками німецьких та італійських кораблів, підводних човнів, торпедоносців та бомбардувальників конвой втратив один авіаносець, 2 легких крейсери, ескадрений міноносець та дев'ять торговельних суден з чотирнадцяти. Ще 1 авіаносець і 2 легких крейсери були пошкоджені внаслідок безперервних нападів.